# Guerrero kommun, Tamaulipas
Guerrero är en kommun i Mexiko.   Den ligger i delstaten Tamaulipas, i den centrala delen av landet, 800 km norr om huvudstaden Mexico City.
Följande samhällen finns i Guerrero:
- Nueva Ciudad Guerrero